# Пінаєва Єлизавета Сергіївна
Єлизавета Сергіївна Пінаєва (нім. Elisabeth Pinajeff, 17 квітня 1900, Катеринослав (Дніпро) — 31 грудня 1995, Вільмуассон-сюр-Орж, біля Парижу) — німецько-французька кіноактриса російського походження.

## Біографія
Народилася в сім'ї архітектора С. Пінаєва і графині А. Попової. Відвідувала драматичну школу, вчилася танцям. У Харкові брала уроки у міма Михайла Тарханова (1877—1948). Після відвідин кіношколи брала участь у зйомках двох російських німих фільмів.
У 19 років вийшла заміж за інженера і поїхала з ним у Берлін. Тут їй допомогло те, що данський режисер Карл Теодор Дреєр, шукав в 1921 р. російськомовних акторів, взяв її на другорядну роль у фільмі «Затавровані», заснованому на романі «Elsker hverandre» (Любіть одне одного, 1912) данського письменника Оге Маделунга (про антисемітські погроми в передреволюційній Росії 1900—1905 рр.).
У 1929 р. познайомилася з фотографом Олександром Біндером, була його моделлю.
Після захоплення влади націонал-соціалістами в 1933 р. переїхала з Німеччини у Францію, яка стала її другою батьківщиною. У 1938 р. завершила кінокар'єру.
У період війни і в повоєнні роки оберталася в світських колах Парижа. У 1950-х рр. перебувала в інтимних відносинах з Андре Ле Троке, президентом Національної асамблеї Франції (1954—1955, 1956—1958). Її ім'я згадувалося в скандалі «рожевих балетів» (1959), в якому А. Троке поряд з іншими високопоставленими особами пред'являлися звинувачення в педофілії.
Займалася живописом; їй позували британська королева, а також дружина французького президента Рене Коті.
Відомості про її життя з 1960-х рр. не опубліковані.
Похована на цвинтарі Вокрессона (департамент О-де-Сен) поруч з матір'ю.

## Творчість
Її перші амплуа в німецьких німих фільмах — «солодка дівчина», «салонна лялька». Першу помітну роль отримала як партнерка Олафа Фьонсса в детективі «Spitzen» (1926). Знімалася з Альфонсом Фріландом («Охоче я цілував жінок», 1926, режисер Бруно Ран), з Гритом Хайдом і Хельгою Моландер (комедія «Три манекенниці», 1926, режисер Яап Шпейєр), з італійською зіркою німого кіно Лучано Альбертіні («Рінальдо Рінальдіні. Пригода повернувшогося додому», 1927, режисер Макс Обаль). Хоча Пінаєвавона не грала головних ролей, її поява в німих фільмах тих років на тлі зірок (Ксенія Десні, Ліана Хайд, Харрі Лідтке, Кріста Торді, Фріц Камперс, Айвор Новелло, Генні Порті, Густав Дисль) була помітною.
З 1930 р. знімалася в звукових стрічках (її перший звуковий фільм — «Ruhiges Heim mit Küchenbenutzung. Das Mädel von der Operette», (Тихий будинок з використанням кухні. Дівчина з оперети, 1930), режисер — Карл Вільгельм). З 1932 р. у деяких фільмах знімалася під псевдонімом Лілі Дорель (фр. Lily Dorell).

### Ролі в кіно
- 1922 Затаврованні / Die Gezeichneten (1922) — Маня
- 1923 Граф Кон / Graf Cohn — Реха
- 1924 Бригантина з Нью-Йорка / Die Brigantin von New York
- 1924 Возлюблені короля / Königsliebchen
- 1925 Люди у моря / Menschen am Meer
- 1926 Містер Філіп Коллінз / Herrn Filip Collins Abenteuer — Еліс Уолтерс
- 1926 Spitzen — Юліана
- 1926 Малятко і її кавалер / Die Kleine und ihr Kavalier — фрау Доллі Гарбі
- 1926 Чоловік, що сміється / Der lachende Ehemann — Хелла, дружина Брукнера
- 1926 Охоче я цілував жінок / Gern hab 'ich die Frauen geküßt — Цецилія
- 1926 Три манекенниці / Die drei Mannequins — манекенниця
- 1927 Рінальдо Рінальдіні. Пригода повернувшогося додому / Rinaldo Rinaldini. Abenteuer eines Heimgekehrten — танцівниця Беатріче
- 1927 Рейнська дівчинка при рейнському вині / Ein rheinisches Mädchen beim rheinischen Wein — Жюльєтта Гріно, шансонетка
- 1927 Про що діти не говорять батькам / Was die Kinder ihren Eltern verschweigen — Кітті
- 1927 Доларова принцеса і її шість женихів / Die Dollarprinzessin und ihre sechs Freier — Кларисса Клірт
- 1928 Мікош повертається / Mikosch rückt ein — Міззі
- 1928 Грішниця / Die Sünderin — Одетта Аубін
- 1928 Любов на лижах / Amor auf Ski — Іда, подруга Елліс
- 1928 Дама і її водій / Die Dame und ihr Chauffeur — Біккі
- 1928 Кращий пан / Ein besserer Herr — пані Прандон, танцівниця
- 1928 Елегантний гусар / Der fesche Husar — * 1928 Опівнічний вальс / Der Mitternachtswalzer
- 1929 Материнська любов / Mutterliebe — Аніта, дружина Фогта
- 1930 Тихий будинок з використанням кухні. Дівчина з оперети / Ruhiges Heim mit Küchenbenutzung. Das Mädel von der Operette — Белла Донна
- 1930 Tingel-Tangel — Соня
- 1931 Тінь пекла / Schatten der Unterwelt / фр. Ombres des bas fonds — Іветта Фінетті
- 1932 Четверо навколо Боба 13 /Die Vier um Bob 13 / фр. L'amour en vitesse (як Лілі Дорель)
- 1932 Madame hat Ausgang / L'amoureuse aventure (як Лілі Дорель) — подруга Верн'є
- 1932 Пожежний трикутник / Le triangle de feu (як Лілі Дорель) — Віра
- 1933 Сімейні канікули / Vacances conjugales (як Лілі Дорель) — Доллі Крокетт
- 1938 Імператорська трагедія / La Tragédie impériale (як Лілі Дорель)